# Annibale Gonzaga

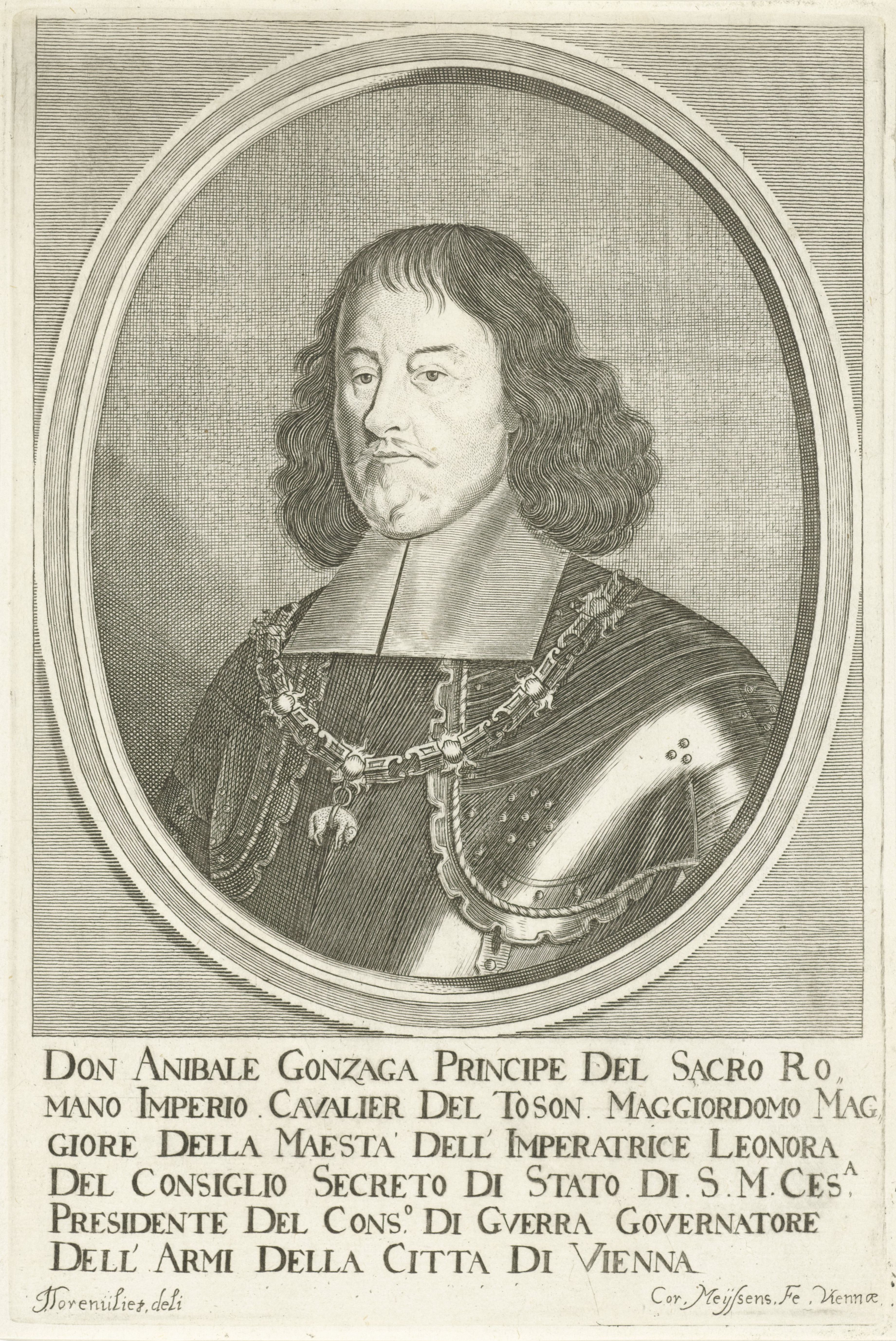

Annibale Gonzaga (1602 - 1668) was een Italiaans edelman. Hij droeg de titels vorst van Gonzaga, markgraaf van Mantua en vorst van Sabbionetta. Hij was een veldmaarschalk en diplomaat in dienst van de Habsburgse keizer tijdens de Dertigjarige Oorlog.
Door zijn edele afkomst steeg hij snel in rang in het keizerlijk leger. In 1634 was hij de commandant van een infanterieregiment in Bohemen en hij werd geroemd voor zijn rol in de Slag bij Nördlingen. In 1640 werd hij benoemd tot militair commandant van de stad Wenen. In 1660 werd hij benoemd tot keizerlijk veldmaarschalk en in 1666 tot voorzitter van de Hofkrijgsraad in Wenen.